# Trichodelitschia lundqvistii
Trichodelitschia lundqvistii är en svampart som beskrevs av N. Heine & P. Welt 2007. Trichodelitschia lundqvistii ingår i släktet Trichodelitschia och familjen Phaeotrichaceae.  Arten är reproducerande i Sverige. Inga underarter finns listade i Catalogue of Life.